# 预期寿命
預期壽命（英語：life expectancy）又称期望寿命、生命期望、平均餘命，是衡量单一生命存活平均长度的统计量。預期壽命最常用的測量方法是自出生起算，称为出生时预期寿命（LEB），也常按照不同的性別和年齡作統計。
現代人的預期壽命遠高於古代人，但這主要是因為嬰幼兒死亡率的巨幅下降所致，古代平均壽命低，和嬰幼兒夭折率高有關，所謂的「古代人平均壽命都不超過50歲，因為很多人在30-40歲的青壯年期間因為戰亂或疾病而離世」之類的說法，是全然錯誤的。古代顺利发育至成年的人，因為已經规避了許多會在幼年時期導致死亡的因素，故一般至少能活到中年以后。一篇2021年的研究更指出，從古至今，人類老化的速度從未改變，而人類平均壽命延長，主要是因為嬰幼兒死亡率降低所致。
預期壽命是衡量國家福祉及繁榮的指標之一。預期壽命越長，代表國家越繁榮；另外研究指出，在近幾十年，在最長壽的國家，平均壽命的增加逐漸趨緩。

## 預期壽命的迷思
不論用什麼方法來測量，現代人的預期壽命確實比中世紀或更以前的人高出許多；不過，出生時的預期壽命常常錯誤地和一個成年人預期可存活的壽命相混淆，這個混淆會導致所謂的「古代人平均壽命都不超過50歲，因為很多人在30-40歲的青壯年期間因為戰亂或疾病而離世」這種錯誤的印象；而在事實上，成年人已經避免了許多會在幼年時期導致死亡的因素，因此事實上成年人的預期壽命，會遠遠高於出生時的預期壽命。過去醫藥水平不高，因而嬰幼兒夭折率高，進而將平均壽命拉低，才是古代平均壽命低的最大原因。不同年齡的人的預期壽命，尤其是兒童期之後的人的預期壽命，常常會和出生時的預期壽命，有很大的差異，尤其在工業革命前更是如此，像例如說在十三世紀時，英國貴族的平均壽命大約是30歲，但當時，對於活到21歲的成年男性而言，他們的預期壽命大約是64歲。一篇2021年的研究更指出，從古至今，人類老化的速度從未改變，而人類平均壽命延長，主要是因為嬰幼兒死亡率降低所致。因此拿古代（包含新生兒壽命和成年人壽命在內）的平均壽命來估計當時成年人普遍能夠活到的年紀，是沒有意義的。

## 健康预期寿命

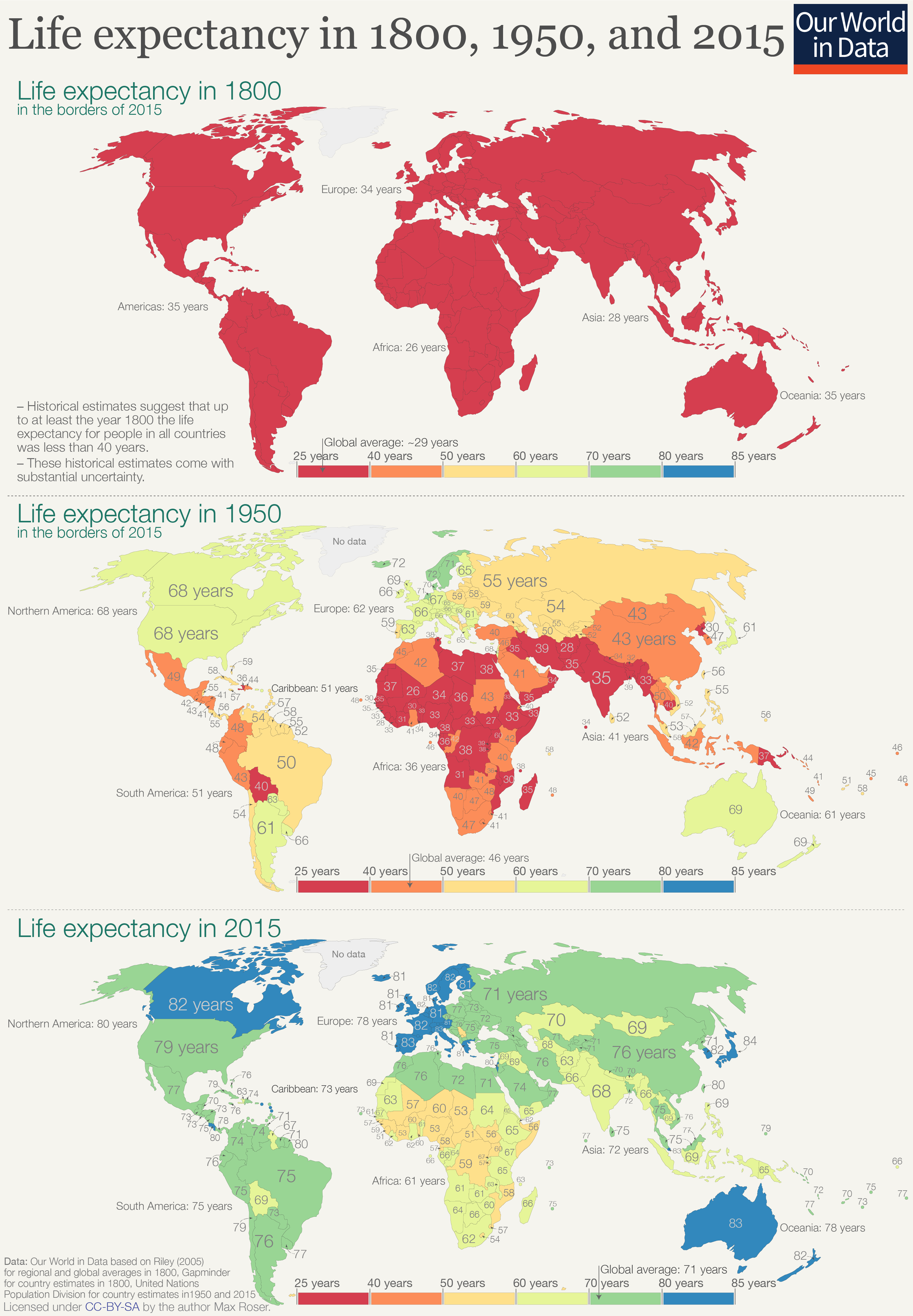
1800, 1950, 和2015預期壽命
（Our World in Data图表）

2001年，世界卫生组织公布了健康预期寿命（healthy life expectancy 或 active life expectancy, HALE）統計數據，健康预期寿命是指一个人在 「完全健康」的情况下可预期的平均寿命，不包括由于疾病或受伤而导致的健康状况不佳的時間 。

## 历史
19世纪初，全球各地平均寿命不超过40岁，一半人口在成年前夭折，而嬰幼兒夭折率高，也是工業時代以前平均壽命低的最大原因。像一篇2021年的研究指出，從古至今，人類老化的速度從未改變，而人類平均壽命延長，主要是因為嬰幼兒死亡率降低所致。
1800年之前，只有欧洲少数精英阶层的人均寿命超过40岁。1820年左右，西欧平均寿命是36岁，日本是34岁。中国贵族的人均寿命由1800年代初的37岁降至1830年后的32岁。
欧洲国家进入工业化早期，人均寿命曾有所下降，其后有大幅提高。西欧发达国家自19世纪早期开始快速提高，至1950年时达到65岁。与西欧类似，北欧、北美、澳新的平均寿命在1950年代时接近70岁。南欧、东欧则在20世纪初由40岁提高到50岁，于1970年代时追赶上西欧。二战结束后，大部分发展中国家的人均寿命随着死亡率下降而增加。1950年时，发展中国家平均寿命为40岁，1965年，提高至50岁。其中在1970年代中期，非洲平均寿命47岁，亚洲为57岁，拉丁美洲达为62岁。1990年代，发达国家平均寿命达到73岁，发展中国家平均寿命57岁，但发展中国家平均寿命状况不一，并不均衡。
研究指出，在近幾十年，平均壽命增加的趨勢開始放緩，Olshansky等人在一項2024年出版的研究中指出，自1990年起，平均壽命的成長，在八個最長壽的國家以及香港都出現趨緩；而除非老化治療等領域出現突破，不然即使是在最樂觀的狀況下，未來任何年份出生的人口中，最多都只有15%的女性跟5%的男性能活到100歲。

## 影响因素
经济、文化、医疗是多种影响因素。婴儿死亡率是影响平均寿命的直接因素之一，嬰幼兒死亡率的巨幅下降，也是近現代平均壽命增長的最大原因。